# Axente Sever, Sibiu
Axente Sever,  mai demult Frâua, (în dialectul săsesc Franderf, Frândref, Frandref, în germană Frauendorf, în maghiară Asszonyfalva) este satul de reședință al comunei cu același nume din județul Sibiu, Transilvania, România. Se află în partea de nord a județului, în Podișul Târnavelor.
În 1931, cu ocazia sau sub pretextul comemorării a 25 de ani de la moartea revoluționarului pașoptist Ioan Axente Sever, numele localității Frâua a fost schimbat în Axente Sever. Frâua a fost comună liberă în Scaunul Mediașului, ulterior în plasa Mediaș din cadrul județului Târnava Mare.

## Localitatea
Frâua a fost o comună liberă în Scaunul Mediașului, ulterior în plasa Mediaș din cadrul județului Târnava Mare. Cu ocazia restaurării bisericii, s-au descoperit în turn o serie de documente în care regăsește mențiunea că în anul 1819, în localitatea Frâua erau 132 de gospodării. 

## Demografie
La recensământul din 1930 au fost înregistrați 1.742 locuitori, dintre care 933 germani, 790 români și 19 maghiari. Sub aspect confesional populația era alcătuită din 935 luterani, 506 ortodocși, 282 greco-catolici, 15 reformați și 3 romano-catolici.
În 2004 mai trăiau în localitate mai doar trei sași. Îngrijitori ai bisericii fortificate și ca ghizi pentru turiști erau un maghiar și o româncă.

## Lăcașuri de cult

### Biserica fortificată evanghelică
- Vezi și Biserica fortificată din Axente Sever

Biserica fortificată din Frâua este menționată pentru întâia dată în 1322. Lăcașul, cu hramul Tuturor Sfinților, este o biserică-sală cu nava pătrată și cu cor pentagonal. Este una din puținele biserici din Transilvania care au turnul clopotniță deasupra corului (exemple similare găsindu-se la Agârbiciu, Ocna Sibiului și Turnișor).
Incinta, construită simultan cu lucrările de fortificare ale bisericii, are un traseu oval, curtinele, înalte de 6–8 m, fiind prevăzute cu metereze și contraforți. La interior, zidurile par mai scunde, din cauza nivelului ridicat al curții.

### Biserica ortodoxă română
Biserica ortodoxă are hramul Învierea Domnului.

### Biserica română unită (greco-catolică)
Biserica greco-catolică are hramul Sf. Imp. Constantin si Elena. În anul 1948 a fost trecută în folosința parohiei ortodoxe Învierea Domnului. După 1989 a fost retrocedată comunității greco-catolice.

## Obiectiv memorial
Monumentul Eroilor Români din Al Doilea Război Mondial. Monumentul este amplasat în centrul comunei, în fața primăriei. Monumentul a fost ridicat în anul 1960, în memoria eroilor romăni din 1944-1945. Are forma unui obelisc din piatră și ciment, fiind împrejmuit cu un gard de fier. Pe placa din bronz, amplasată frontal, este următorul înscris: ,,EROII DIN AL DOILEA RĂZBOI MONDIAL 1944-1945“.

## Personalități

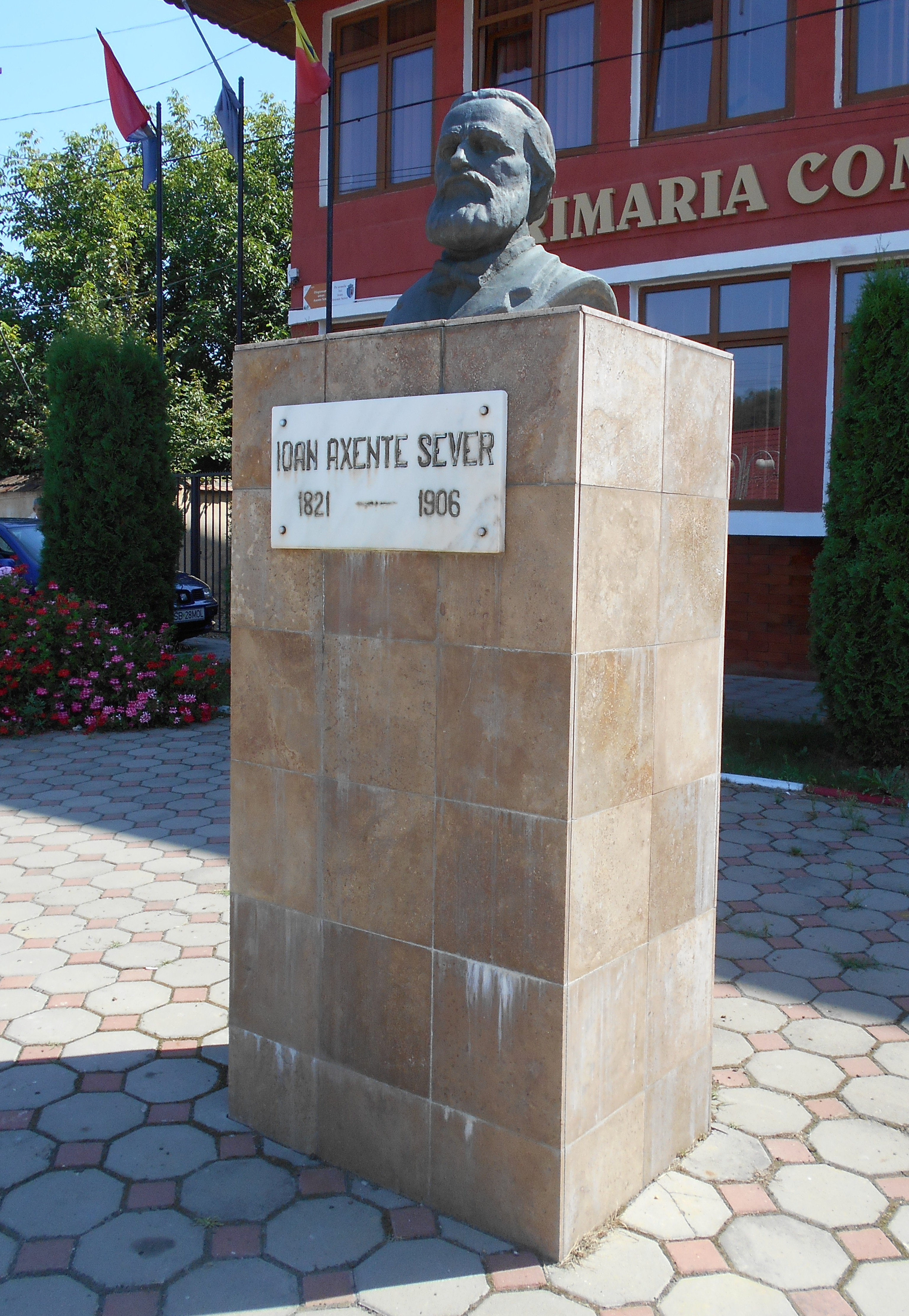
Bustul lui Ioan Axente Sever instalat în fața primăriei comunei Axente Sever

- Ioan Axente Sever, revoluționar pașoptist.
- Barbu Nicolae, prof.univ.
- Ioan Paul, prof.univ. dr.h.c., membru corespondent al Academiei de Științe Agricole a României, somitate de nivel internațional în domeniul morfopatologiei veterinare.

## Galerie de imagini

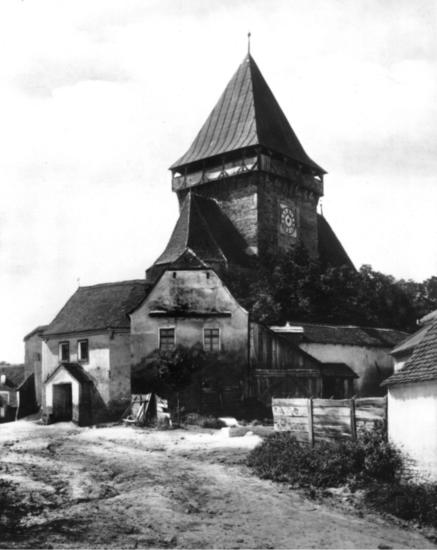
Axente Sever (biserica fortificată – imagine istorică)
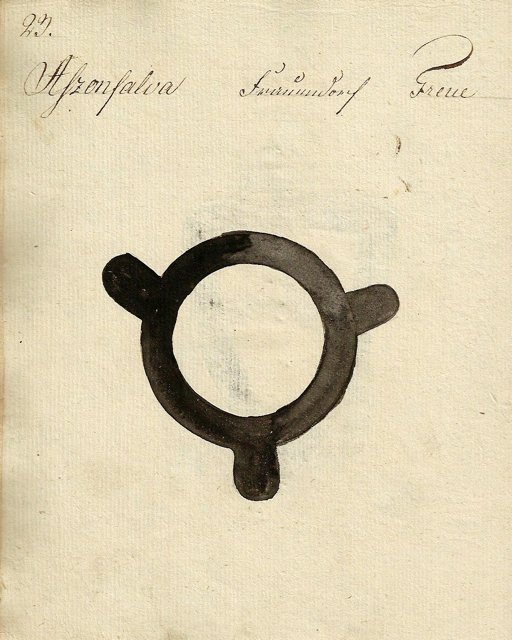
1826 - Danga pentru vitele din Frâua
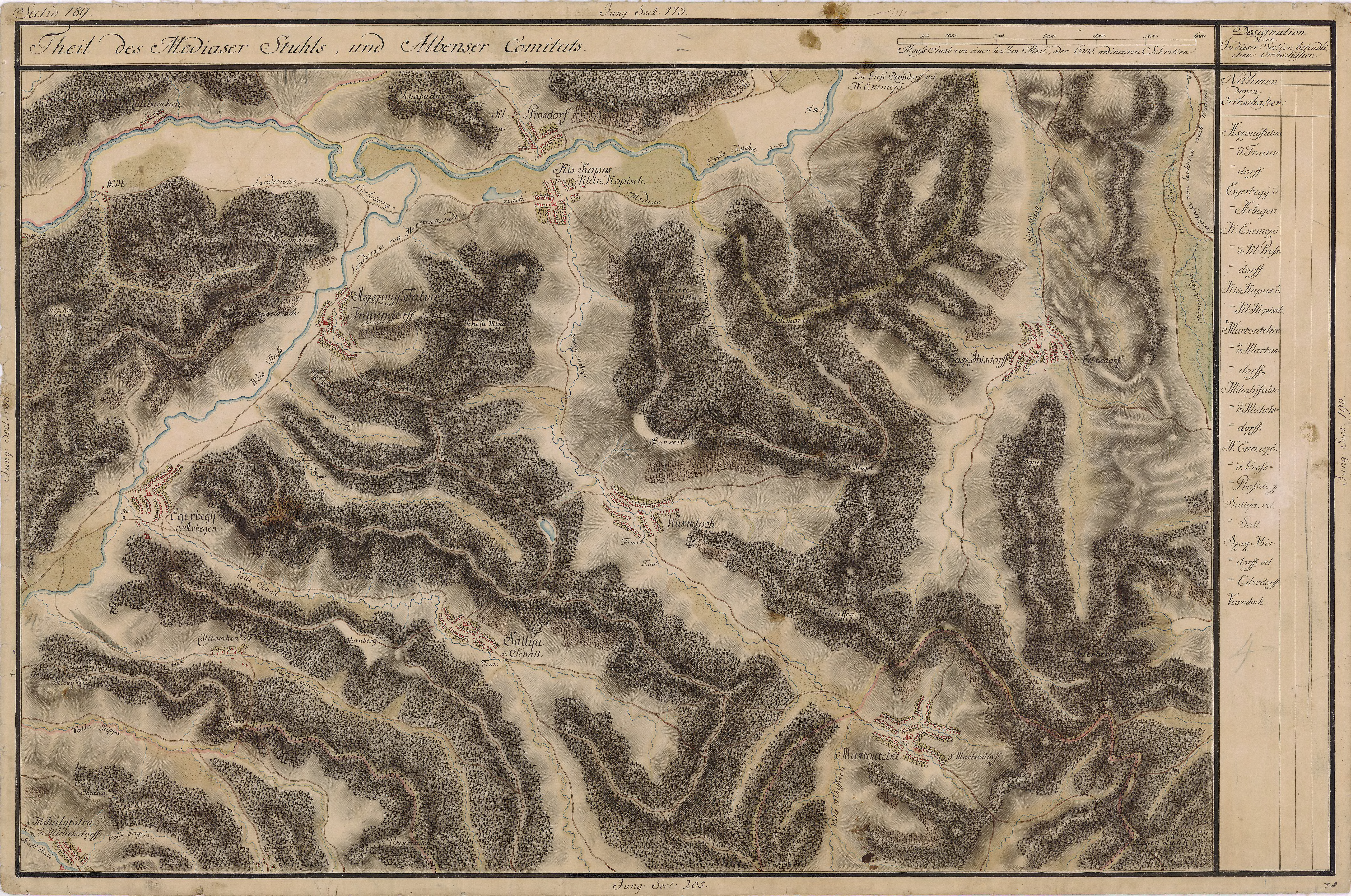
Axente Sever în Harta Iosefină a Transilvaniei, 1769-1773
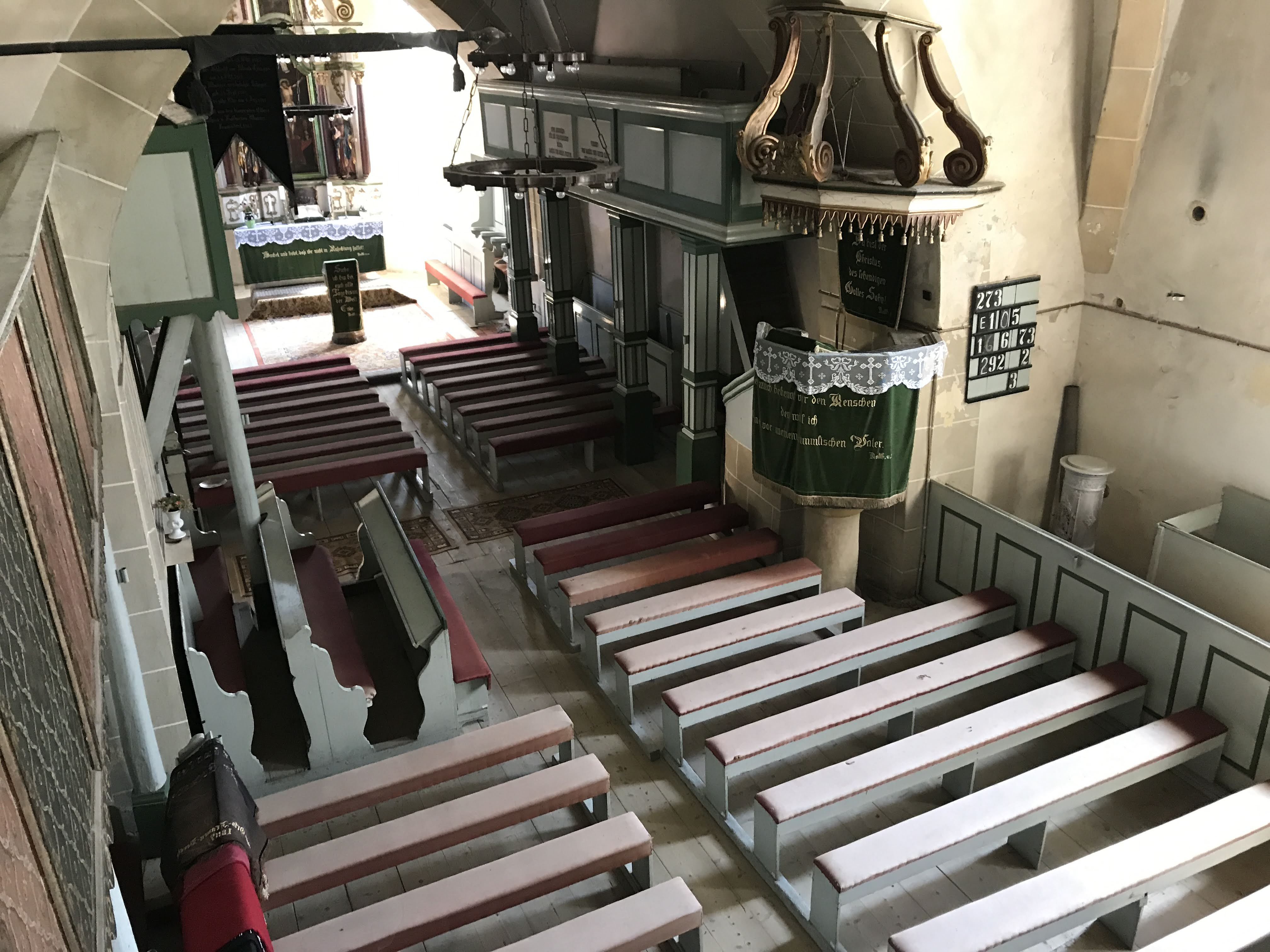
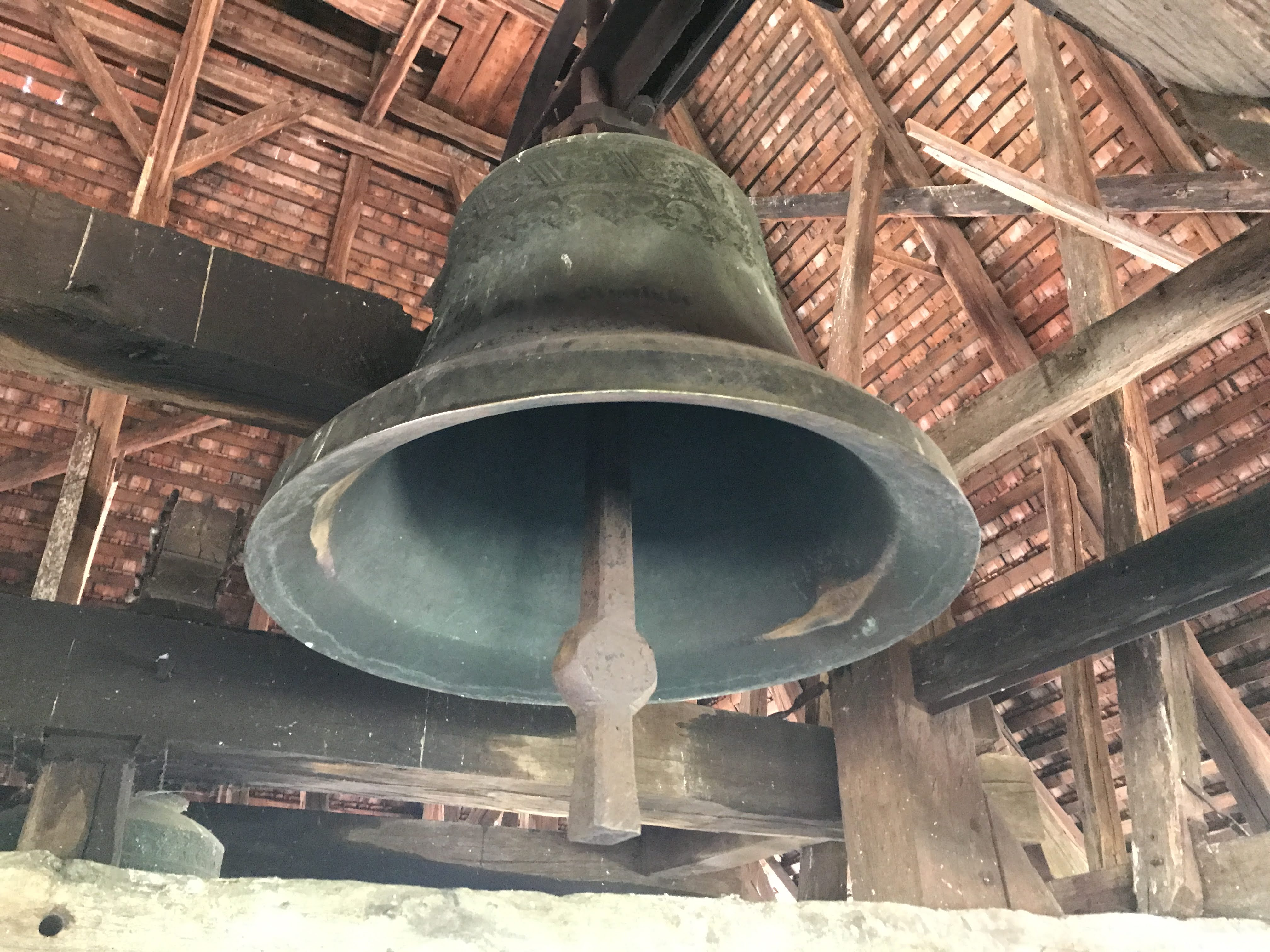
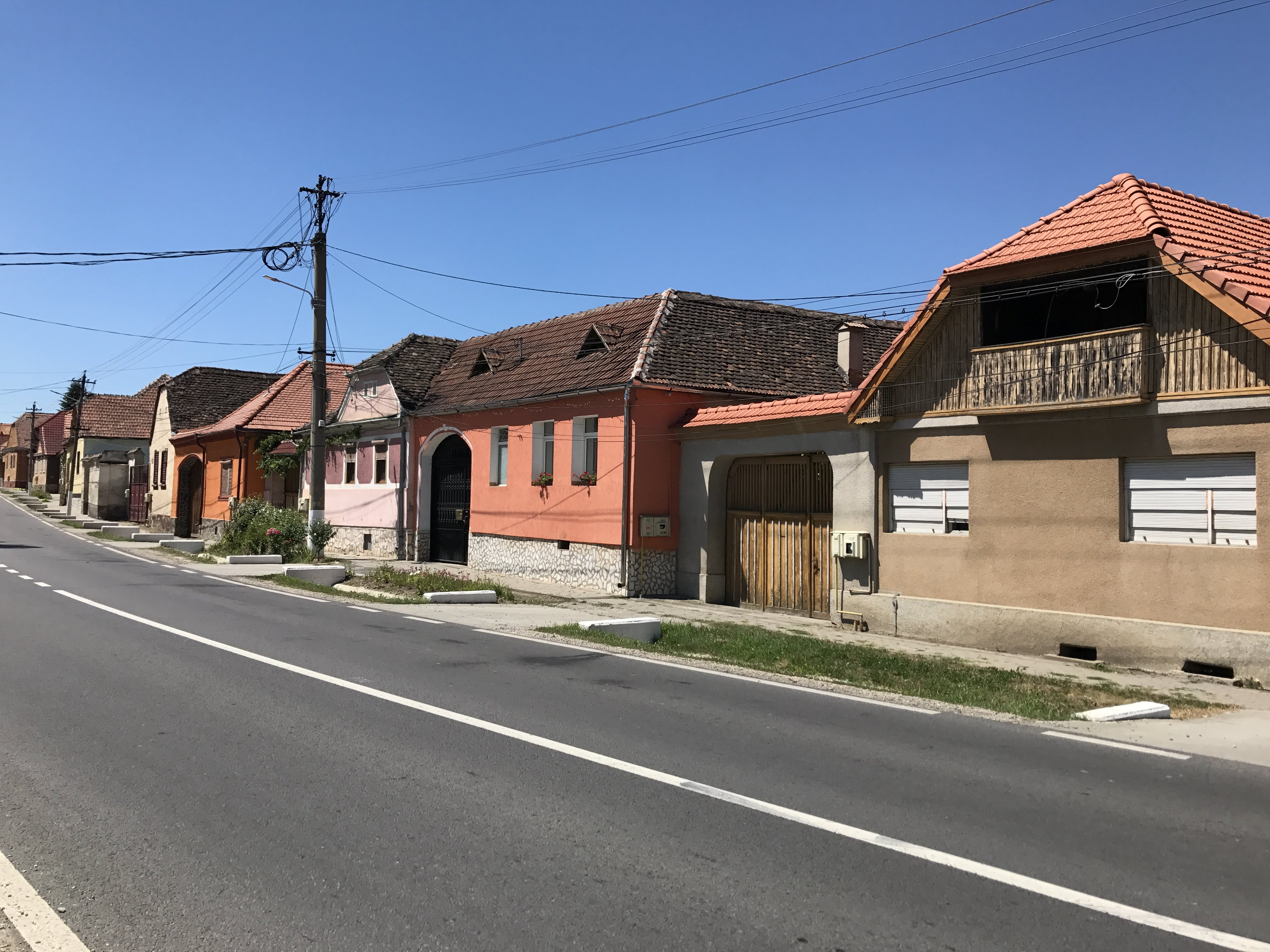